# Sofia di Meclemburgo-Güstrow
Sofia di Meclemburgo-Güstrow (Wismar, 4 settembre 1557 – Nyköping, 14 ottobre 1631) fu regina di Danimarca e di Norvegia e duchessa dello Schleswig-Holstein dal 1590 al 1594.

## Biografia
Sofia era figlia di Ulrico III di Meclemburgo-Güstrow, e di sua moglie, Elisabetta di Danimarca, figlia di Federico I di Danimarca. Attraverso suo padre, nipote di Elisabetta di Danimarca, discendeva da Giovanni di Danimarca. Come suo padre, aveva un grande amore per la conoscenza. In seguito, sarebbe stata conosciuta come una delle regine più dotte dell'epoca.

## Matrimonio
Il 20 luglio 1572 sposò a Copenaghen il re di Danimarca Federico II. Erano primi cugini, tramite il nonno, Federico I. Si incontrarono al castello di Nykøbing, quando era stato organizzato per il re un incontro con Margherita di Pomerania. Margherita venne accompagnata in Danimarca dai genitori di Sofia, che avevano deciso di portare anche lei. Sofia attirò l'attenzione del re, che la sposò sei mesi dopo. Federico II era innamorato della nobildonna Anne Corfitzdatter Hardenberg da molti anni, ma non poteva sposarla perché non era di sangue reale e il Consiglio privato danese non approvò come Anne stessa.
Sofia e Federico ebbero sette figli:
- Elisabetta (1573-1625); sposò Enrico Giulio di Brunswick-Lüneburg;
- Anna (1574-1619), sposò Giacomo I d'Inghilterra;
- Cristiano (1577-1648);
- Ulrico Giovanni (1578-1624);
- Augusta (1580-1639), sposò Giovanni Adolfo di Holstein-Gottorp;
- Edvige (1581-1641), sposò Cristiano II di Sassonia;
- Giovanni (1583-1602).

Nonostante la differenza di età, è stato un matrimonio felice. Sofia era una madre amorevole, che si occupava personalmente i suoi figli anche durante le loro malattie. Quando Federico si ammalò di malaria nel 1575, lei rimase al suo capezzale e scrisse molte lettere a suo padre sui suoi progressi. Era nota la passione di Federico II per il bere e la caccia, ma era un amorevole sposo per Sofia, scrivendo di lei con grande affetto nel suo diario personale e non ci sono prove di relazioni extraconiugali da parte di entrambi. Mostrò un vivo interesse per la scienza e interagì con l'astronomo Tycho Brahe. Si interessò anche alle antiche canzoni del folklore.
Si è rivelata una diligente sensale. Sua figlia Anna sposò Giacomo VI di Scozia e divenne regina consorte nel 1589. Organizzò il matrimonio contro la volontà del consiglio. Quando Giacomo VI venne in Danimarca, gli fece un regalo di 10.000 daler.

### Reggenza
Sofia non ebbe un'influenza politica durante la vita del marito. Quando suo figlio minorenne Cristiano IV divenne re nel 1588, non le fu assegnato alcun posto nel consiglio di reggenza nella stessa Danimarca. Dal 1590, tuttavia, agì come reggente per i ducati di Schleswig-Holstein per suo figlio.
Organizzò un grande funerale per il coniuge, dispose le doti per le figlie e la propria indennità, il tutto autonomamente e contro la volontà del consiglio. Si impegnò in una lotta per il potere con i reggenti di Danimarca e con il Consiglio di Stato, che aveva dichiarato maggiorenne Cristiano nel 1593. Voleva che i ducati fossero divisi tra i suoi figli minori, cosa che causò un conflitto. Sofia rinunciò alla sua posizione solo l'anno successivo. In quanto tale, entrò in conflitto con il governo, che la esiliò nel palazzo di Nyköbing. Trascorse il suo tempo lì nello studio della chimica, dell'astronomia e delle altre scienze.

## Morte
La regina vedova gestiva le sue proprietà a Lolland-Falster così bene che suo figlio poteva prendere in prestito denaro da lei in diverse occasioni per le sue guerre. Si è anche impegnata nel commercio su larga scala e nel prestito di denaro. Visitò spesso il Meclemburgo e partecipò al matrimonio di sua figlia a Dresda nel 1602. Nel 1603 fu coinvolta in una disputa sull'eredità con suo zio, che rimase irrisolta alla sua morte nel 1610.
Sofia morì a Nykøbing Falster il 14 ottobre 1631 come la donna più ricca del Nord Europa.

## Ascendenza
|                                    |                          |                                 | Genitori                       |  |  | Nonni |  |  | Bisnonni                          |  |  | Trisnonni                         |  |
|                                    |                          |                                 |                                |  |  |       |  |  | Magnus II di Meclemburgo-Schwerin |  |  | Enrico IV di Meclemburgo-Schwerin |  |
|                                    |                          |                                 |                                |  |  |       |  |  | Magnus II di Meclemburgo-Schwerin |  |  | Enrico IV di Meclemburgo-Schwerin |  |
|                                    |                          | Dorotea di Brandeburgo          |                                |  |  |       |  |  | Magnus II di Meclemburgo-Schwerin |  |  |                                   |  |
| Alberto VII di Meclemburgo-Güstrow |                          |                                 |                                |  |  |       |  |  | Magnus II di Meclemburgo-Schwerin |  |  |                                   |  |
|                                    |                          | Sofia di Pomerania-Wolgast      | Eric II di Pomerania-Wolgast   |  |  |       |  |  |                                   |  |  |                                   |  |
|                                    |                          | Sofia di Pomerania-Wolgast      | Eric II di Pomerania-Wolgast   |  |  |       |  |  |                                   |  |  |                                   |  |
|                                    |                          | Sofia di Pomerania-Wolgast      | Sofia di Pomerania-Stolp       |  |  |       |  |  |                                   |  |  |                                   |  |
| Ulrico III di Meclemburgo-Güstrow  |                          | Sofia di Pomerania-Wolgast      |                                |  |  |       |  |  |                                   |  |  |                                   |  |
|                                    |                          | Gioacchino I di Brandeburgo     | Giovanni I di Brandeburgo      |  |  |       |  |  |                                   |  |  |                                   |  |
|                                    |                          | Gioacchino I di Brandeburgo     | Giovanni I di Brandeburgo      |  |  |       |  |  |                                   |  |  |                                   |  |
|                                    |                          | Gioacchino I di Brandeburgo     | Margherita di Sassonia         |  |  |       |  |  |                                   |  |  |                                   |  |
| Anna di Brandeburgo                |                          | Gioacchino I di Brandeburgo     |                                |  |  |       |  |  |                                   |  |  |                                   |  |
|                                    |                          | Elisabetta di Danimarca         | Giovanni di Danimarca          |  |  |       |  |  |                                   |  |  |                                   |  |
|                                    |                          | Elisabetta di Danimarca         | Giovanni di Danimarca          |  |  |       |  |  |                                   |  |  |                                   |  |
|                                    |                          | Elisabetta di Danimarca         | Cristina di Sassonia           |  |  |       |  |  |                                   |  |  |                                   |  |
| Sofia di Meclemburgo-Güstrow       |                          | Elisabetta di Danimarca         |                                |  |  |       |  |  |                                   |  |  |                                   |  |
|                                    | Cristiano I di Danimarca | Dietrich di Oldenburg           |                                |  |  |       |  |  |                                   |  |  |                                   |  |
|                                    | Cristiano I di Danimarca | Dietrich di Oldenburg           |                                |  |  |       |  |  |                                   |  |  |                                   |  |
|                                    | Cristiano I di Danimarca | Edvige di Schauenburg           |                                |  |  |       |  |  |                                   |  |  |                                   |  |
| Federico I di Danimarca            | Cristiano I di Danimarca |                                 |                                |  |  |       |  |  |                                   |  |  |                                   |  |
|                                    |                          | Dorotea di Brandeburgo-Kulmbach | Giovanni l'Alchimista          |  |  |       |  |  |                                   |  |  |                                   |  |
|                                    |                          | Dorotea di Brandeburgo-Kulmbach | Giovanni l'Alchimista          |  |  |       |  |  |                                   |  |  |                                   |  |
|                                    |                          | Dorotea di Brandeburgo-Kulmbach | Barbara di Sassonia-Wittenberg |  |  |       |  |  |                                   |  |  |                                   |  |
| Elisabetta di Danimarca            |                          | Dorotea di Brandeburgo-Kulmbach |                                |  |  |       |  |  |                                   |  |  |                                   |  |
|                                    |                          | Boghislao X di Pomerania        | Eric II di Pomerania-Wolgast   |  |  |       |  |  |                                   |  |  |                                   |  |
|                                    |                          | Boghislao X di Pomerania        | Eric II di Pomerania-Wolgast   |  |  |       |  |  |                                   |  |  |                                   |  |
|                                    |                          | Boghislao X di Pomerania        | Sofia di Pomerania-Stolp       |  |  |       |  |  |                                   |  |  |                                   |  |
| Sofia di Pomerania                 |                          | Boghislao X di Pomerania        |                                |  |  |       |  |  |                                   |  |  |                                   |  |
|                                    |                          | Anna Jagellona                  | Casimiro IV di Polonia         |  |  |       |  |  |                                   |  |  |                                   |  |
|                                    |                          | Anna Jagellona                  | Casimiro IV di Polonia         |  |  |       |  |  |                                   |  |  |                                   |  |
|                                    |                          | Anna Jagellona                  | Elisabetta d'Asburgo           |  |  |       |  |  |                                   |  |  |                                   |  |
|                                    |                          | Anna Jagellona                  |                                |  |  |       |  |  |                                   |  |  |                                   |  |